# Mas Vinyoles (Centelles)
El Mas Vinyoles és una masia de Centelles (Osona) declarada bé cultural d'interès nacional.

## Descripció
De la casa se'n conserven restes arquitectòniques de les èpoques romànica i gòtica. El mas està construït amb blocs de pedra i maçoneria, destacant el sector format per tres murs, que semblen ser antigues muralles, que tanquen un quadrat d'uns 25x25 m, dins del qual s'hi troba el mas. Aquest, presenta en el seu vessant nord-oest un sector més alterat amb refeccions posteriors, mentre que el sector sud-oest té un cos d'edifici quadrat de dues plantes que deixa veure dalt del pis un arc gòtic apuntat que parteix l'estança, amb dos portals de punt rodó sota l'arc i cinc mènsules de pedres incorporades a l'interior del mur de ponent.

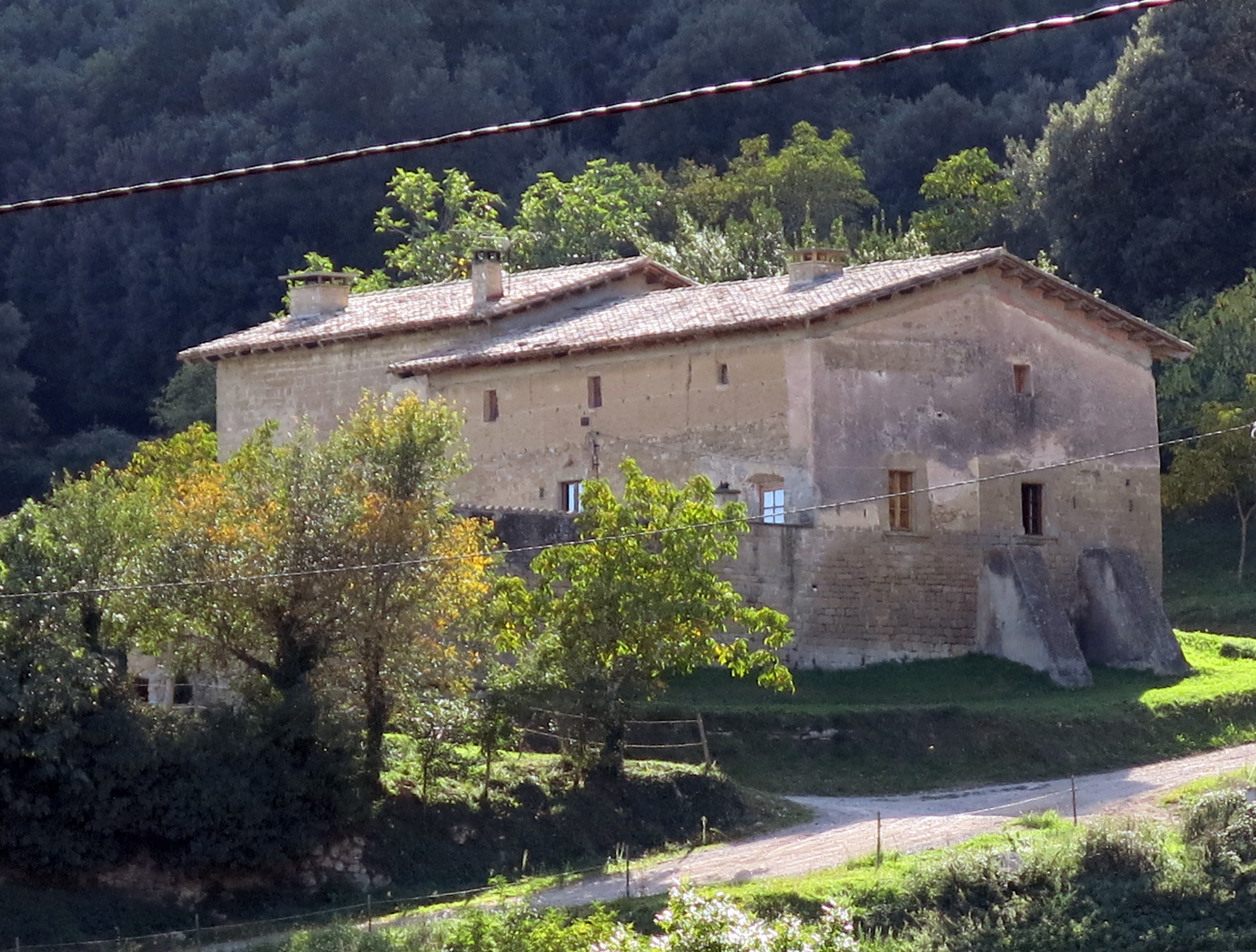
El mas Vinyoles des del camí del Giol

A la façana principal hi ha un portal adovellat. La part superior de l'edifici està feta de tàpia. La coberta és amb teula aràbiga a dues vessants.

## Història
La primera referència històrica és l'Acta de Consagració de Sant Martí del Congost (actualment Aiguafreda de Dalt) l'any 898, on Vinyoles és una domus o casa forta. Va donar nom a la població de Santa Coloma de Vinyoles, des del segle xii fins a finals del segle xv. La data de 1546 que apareix a l'arc de pedra de l'entrada, podria indicar l'any de reconstrucció de la casa. Una altra renovació de la masia fou l'any 1746, possiblement a conseqüència de la crema que va afectar el mas en l'assalt de Centelles del 28 de febrer de 1714, en el qual va resultar Casa de Vinyoles, un quarto quemado.